# Železniční trať Awaš – Hara Gebaja
Železnice Awaš – Kombolča – Hara Gebaja (anglicky zkráceně AkH Railway) je železniční trať normálního rozchodu, která je ve výstavbě a která je severní větví nové etiopské železniční sítě. 
Železnice má spojit sever Etiopie s železniční tratí Addis Abeba – Džibuti, a to ve stanici Awaš, a tak ho propojit jak se světovou ekonomikou přes přístav Džibuti, tak s jižnějšími částmi Etiopie a hlavním městem Addis Abebou. 
Trať v délce 392 km je pro Etiopii strategická, protože spojí její severní oblasti, kde žije téměř jedna třetina obyvatel, s hlavní dopravní tepnou do přístavu Džibuti. Železnice prochází také několika velkými městy svazového státu Amharsko a etiopskými průmyslovými centry jako Kombolča. 

## Trasa a popis
Železnice je vedena rovnoběžně s hustě obydleným východním svahem Východoafrické příkopové propadliny, na východ od jezera Tana a měst jako Gondar. Tím se vyhýbá až 1200 metrů hluboké soutěsce Modrého Nilu, která je hlavní dopravní překážkou mezi severní a jižní Etiopií.  
Jednokolejná železnice začíná na trati Addis Abeba – Džibuti ve stanici Awaš. Toto nádraží je teprve druhé v Etiopii, které má dvě nástupiště pro osobní vlaky (první je hlavní nádraží Furi-Labu v Addis Abebě). Trasa vede odtud severoseverozápadním směrem, zprvu podél řeky Awaš, která je největší řekou v oblasti Afarského trojúhelníku. Prochází nízko položenými oblastmi se zavlažovanými plantážemi a v okrese Amibara dosahuje své nejnižší nadmořské výšky (700 m n. m.). Poté, co se řeka odklání na severovýchod, pokračuje bez jakékoli zastávky v délce 80 km polosuchou, kopcovitou a téměř neobývanou oblastí. Další stanice je ve městě Šewa Robit  na východním úbočí západní Etiopské vysočiny zde jsou plánována rovněž dvě nástupiště pro osobní vlaky. Toto město leží v nadmořské výšce 1300 metrů a je jedním z výchozích bodů do Vysočiny a do střední části údolí Awaše. 
Odtud vede železnice na sever drsnou krajinou východních svahů Vysočiny. Na tomto úseku se nachází vícero tunelů a mostů. Jde o seismicky vysoce aktivní oblast, kde často vyskytují zemětřesení s magnitudami přesahujícími 6,5. Příčinou je zlom způsobený tektonikou desek v Africkém rohu a Afarském trojúhelníku. Mosty v této části železnice nemají velkou tuhost, aby svojí ohebností odolaly i velkému zemětřesení, a proto je jejich konstrukce příhradová.
Poté prochází železnice několika zastávkami v menších městech a další stanice se dvěma plánovanými nástupišti je ve městě Kombolča v nadmořské výšce 1800 m. Zde je zbudováno hlavní technické zázemí nejen pro tuto trať, ale i pro celou etiopskou železniční síť. Ve vzdálenosti 2 km od nádraží leží také nově budované letiště. Význam tohoto města je umocněn tím, že několik kilometrů na západ od něj leží velké a historické město Däse, ovšem o 700 m výše. Obě města slouží jako druhý výchozí bod do Etiopské vysočiny.  
Železnice pokračuje na sever východním svahem Etiopské vysočiny. Další větší nádraží se nachází ve městě Hajk v nadmořské výšce 2050 m. Konečná na trati je v nadmořské výšce 1900 m, mezi městy Woldia a Hara Gebaja, která od jsou od sebe vzdálena 15 km. Jde o třetí výchozí bod z této trati do Etiopské vysočiny. 
Přestože je Woldia malé město je uvažováno, že se v budoucnu stane významným železničním uzlem. Pokud se uskuteční celý plán výstavby etiopské železniční sítě, budou zde končit celkem čtyři tratě. Kromě této to bude železnice na sever do Tigraje, na východ do Tadžury a na západ k jezeru Tana. Výstavba prvně uvedené trati byla zahájena, nicméně práce byly v roce 2017 přerušeny.

## Parametry
Železnice má s několika odchylkami stejné prarametry jako železniční trať Addis Abeba – Džibuti, aby byla zajištěna jejich kompatibilita. Odchylky (např. maximální sklon) vycházejí ze zvláštních podmínek hornaté oblasti. 
- Rozchod: normální rozchod
- Délka trati: 392 km (428 km včetně 25 km staničních kolejí a 11 km obslužných tratí)
- Tunely: 12 (6 mezi Awašem a Kombolčou, 6 mezi Kombolčou a Wodiií), celková délka 9 830 m

Během projektování se uvažovalo se 14 tunely. Přestože bylo ode dvou upuštěno (tunely 1 a 12), ale číslování se nezměnilo a zůstane takto, dokud nebudou tunely pojmenovány. 
- Mosty: 65 (včetně nadjezdů, z toho 20 delších než 100 m, nejdelší most má délku 658 m a výšku nad terénem 57 m), celková délka mostů 7 165 m
- Propustky: 917, celková délka 41 km
- Spřáhlo: Janney AAR
- Brzdy: samočinné tlakové
- Elektrizace: vedení horní zavěšenou trolejí 25 kV, střídavý proud 50 Hz
- Vlakový zabezpečovač : ETCS-2 (SIL-4) s 12 vysílači
- Maximální výška průjezdného profilu: 5300 mm[1]
- Maximální rychlost (osobní přeprava): 120 km/h, v členitém terénu 90 km/h
- Maximální rychlost (nákladní přeprava): 80 km/h[1]
- Maximální zatížení vlakem (nákladní): 3 000 t[3]
- Minimální poloměr oblouku: 1 200 m (600 až 800 m ve složitých poměrech)[1]
- Navržená přepravní kapacita: 10 miliónů tun ročně (z toho 8,5 miliónu tun nákladu, zbytek osobní doprava)[4]
- Maximální  (návrhový) sklon: 2,65 %[1]
- Úrovňové přejezdy: povoleny

Jednokolejný úsek je vybaven výhybnami se třemi kolejemi. Výhybny jsou obvykle v místech zastávek. Celková délka koleje ve výhybně je 1 100 metrů. Železniční trať je téměř plně elektrizována. Energie je přiváděna z osmi rozvoden – 3 rozvoden 230 kV a 5 rozvoden 130 kV. Rozteč napájení je 48 km.
Na severním okraji Kombolči bude mít železnice hlavní technické zázemí, především velín, dále hlavní depo kolejových vozidel, údržbářské dílny a také hlavní logistické centrum celé etiopské železniční sítě. Také zde bude stanoviště vyprošťovacího vlaku včetně jeřábu. Zázemí o osmi kolejích bude mít rozlohu 15 000 m². 
Přímo naproti technickému zázemí bude překladiště v blízkosti průmyslového parku a letiště Kombolča.

## Historie
Trať je ve výstavbě od roku 2012 a koleje jsou položeny od října 2016. Stavební práce provádí turecká společnosti Yapi Merkezi. Trasa měla být uvedena do provozu v říjnu 2018, ale v dubnu 2020 bylo dokončeno 99 % dílen, 95 % propustků, 90 % zemních prací, 90 % ražeb, 89 % technických budov, 88 % mostů, 80 % elektrické trakce, 75 % staničních budov a 70 % kolejí. Náklady na výstavbu se odhadují na necelých 1,5 miliardy eur.
Výstavba měla být dokončena v posunutém termínu v roce 2022, ale v říjnu 2021 byla infrastruktura poničena útokem Tigrajské lidově osvobozenecké fronty. Byly napadeny čtyři stavební základny, z nichž bylo zcizeno veškeré mobilní vybavení a zbytek zničen. Trať a stavební díla na ní byly poškozeny přesunem těžké vojenské techniky a následnými boji. Výstavba byla pozastavena a bylo propuštěno 3 000 místních pracovníků. Ke 25. listopadu 2022, díky podpisům smluv v Pretorii a Nairobi, dochází ke zlepšení dopravy v oblasti.
Po přerušení prací se na počátku roku 2025 vláda rozhodla obnovit výstavbu a znovu otevřela výběrové řízení na dostavbu železniční trati.